# Rabih Abdullah
Rabih Abdullah (Martinsville, 27 de abril de 1975) é um jogador profissional de futebol americano estadunidense que foi campeão da temporada de 2004 da National Football League jogando pelo New England Patriots.